# Colectivo Gay de Barcelona
El Colectivo Gay de Barcelona (CGB) es una asociación que nació en 1988 a raíz de la iniciativa de un grupo de activistas gais que querían dar a la ciudad de Barcelona la alternativa de una asociación de lucha por los derechos de los homosexuales con un talante de izquierdas y abierta a un amplio sector de la población. Desde el principio tomó el testimonio en la edición de la revista Infogai, la revista más antigua con continuidad de temática gay en Cataluña.
Se pueden distinguir dos etapas, la primera, hasta el año 2000 tienen su sede social en la calle Paloma y la segunda desde ese año, con la nueva sede social en el Pasaje Valeri Serra 23 del Ensanche. En esta segunda etapa, y tras superar una crisis interna, el CGB se desarrolló fuertemente y surgieron iniciativas como la Fiesta en la Calle, que pretende "conquistar" el espacio público de la calle para los gais, o los talleres de autodefensa.
El CGB participa del tejido asociativo de la ciudad y está involucrado especialmente en la Comisión Unitaria 28 de Junio (CU28J), responsable de las celebraciones en Cataluña del Día Internacional del Orgullo LGBT, así como en la red contra la homofobia que aglutina grupos de varios lugares.